# Liisa Talonpoika
Liisa Talonpoika (28 de abril de 1961, Turku, Finlândia) é uma diplomata finlandesa e actual embaixadora do país em Estocolmo, na Suécia, onde apresentou as suas credenciais no dia 16 de maio de 2018. Ela é a primeira mulher a ocupar este cargo.
Talonpoika foi anteriormente embaixadora da Finlândia em Haia entre 2013 e 2015, e teve outras nomeações diplomáticas no exterior em Paris e Bruxelas, além de trabalhar em cargos importantes no Ministério de Relações Externas da Finlândia.
Liisa Talonpoika estudou na Universidade Åbo Akademi de língua sueca em Turku, graduando-se com um mestrado em Economia em 1986. Além do seu finlandês nativo, ela fala sueco, inglês e francês fluentemente e tem um domínio básico de holandês.